# Lithocarpus meijeri
Lithocarpus meijeri är en bokväxtart som beskrevs av Engkik Soepadmo. Lithocarpus meijeri ingår i släktet Lithocarpus och familjen bokväxter. Inga underarter finns listade.